# کالیتوا
کالیتوا (انگلیسی: Kalitva) یک شهرک در بخش آلکسیفسکی استان بلگورود کشور روسیه است.